# Ologamasidae
Famille
Les Ologamasidae Ryke, 1962 sont une famille d'acariens Mesostigmata. Elle contient 39 genres et plus de 250 espèces.

## Classification
sous-famille indéterminée
- Allogamasellus Athias-Henriot 1961
- Oriflammella Halliday 2008
- Notogamasellus Loots & Ryke 1966
  - Notogamasellus (Notogamasellus) Loots & Ryke 1966
  - Notogamasellus (Podonotogamasellus) Loots & Ryke 1966
- Tangaroellus Luxton, 1968
- Gamasitus Womerseley, 1956
- Lobocephalus Kramer, 1898

Epiphidinae Kethley, 1983
- Stylochyrus Canestrini & Canestrini, 1882 synonymes Epiphis Berlese, 1916, Iphidosoma Berlese, 1892, Megaliphis Willmann, 1938, Periphis Berlese, 1914 et Physallolaelaps Berlese, 1908

Gamasellinae Hirschmann, 1962
- Acuphis Karg, 1998
- Euepicrius Womersley, 1942
- Evanssellus Ryke, 1961
- Gamaselliphis Ryke, 1961
- Gamasellus Berlese, 1892
  - Gamasellus Brevisellus Davydova, 1982
  - Gamasellus Eurysellus Davydova, 1982
  - Gamasellus Gamasellus Berlese, 1892 synonyme Laelogamasus Berlese, 1905
- Heydeniella Richters, 1907
- Hiniphis Lee, 1970
- Onchogamasus Womersley, 1956
- Periseius Womersley, 1961
- Pilellus Lee, 1970
- Psammonsella Haq, 1965
- Pyriphis Lee, 1970
- Rhodacaroides Willmann, 1959
  - Rhodacaroides Nodacaroides Karg, 1977
  - Rhodacaroides Rhodacaroides Willmann, 1959
  - Rhodacaroides Tenacaroides Karg, 1977

Gamasiphinae Lee, 1970
- Caliphis Lee, 1970
- Desectophis Karg, 2003
- Gamasellevans Loots & Ryke, 1967
- Gamasiphis Berlese, 1904 synonymes Heteroiphis Trägårdh, 1952, Micriphis Berlese, 1914 et Neogamasiphis Trägårdh, 1952
- Gamasiphoides Womersley, 1956
- Hydrogamasus Berlese, 1892
- Laelaptiella Womersley, 1956
- Parasitiphis Womersley, 1956 synonyme Austrohydrogamasus Hirschmann, 1966
- Sessiluncus Canestrini, 1898

Ologamasinae Ryke, 1962
- Antennolaelaps Womersley, 1956 synonyme Stylogamasus Womersley, 1956
- Athiasella D. C. Lee, 1973
- Cymiphis Lee, 1970
- Gamasellopsis Loots & Ryke, 1966
- Geogamasus Lee, 1970
- Hydrogamasellus Hirschmann, 1966
- Neogamasellevans Loots & Ryke, 1967
- Ologamasus Berlese, 1888 synonyme Ologamasellus Berlese, 1914
- Queenslandolaelaps Womersley, 1956
- Rykellus Lee, 1970